# ジェルジンスク市電
ジェルジンスク市電（ロシア語: Дзержинский трамвай）は、かつてロシア連邦のジェルジンスク市内に存在した路面電車。末期は同市の単一企業体（МУП）であるエクスプレス（Экспресс）によって運営されていたが、利用客の減少や老朽化を理由に2015年をもって廃止された。

## 概要・歴史
1930年代初頭、工業都市として発展を続けていたジェルジンスクには都市内に公共交通機関が存在せず、工場に勤務する労働者たちは悪天候下でも徒歩での移動を余儀なくされていた。この事態を受け、1932年にジェルジンスクのチェルノレチェンスキー工場（Чернореченский завод）の代表団がソビエト連邦（ソ連）の首都・モスクワに派遣された折に、ソ連政府に対して路面電車の整備に関する提案を行った。これを受け、翌1933年からソ連政府やジェルジンスク市議会により路面電車の建設が始まり、同年11月7日から営業運転が開始された。
その後、翌1934年には最初の延伸が実施され、1939年には同年時点で開通していた路線の複線化工事が完成した。第二次世界大戦（大祖国戦争）期には延伸が中断されていたものの、戦後は路線の拡張が再開された。特に1970年代から1980年代にかけては新たな系統の開設が相次いで行われ、ソビエト連邦の崩壊直後の1995年には4系統・営業キロ95 kmもの路線網が築かれた。また、利用客数に関しても1975年の時点で4,620万人に達した。
だが、ソ連崩壊以降は経済の停滞に加えてモータリーゼーションの急速な進展により2000年代以降は路線網の縮小が相次ぎ、末期には2系統（4号線・5号線）が残るのみとなっていた。更に車両や施設の老朽化も進み、2015年にはモスクワ市電を運営するモスゴルトランスから状態の良い中古車両の譲渡が提案されたものの、同年12月にジェルジンスク市議会は路面電車を全廃し路線バスへ置き換える事を正式に決定した。そして12月17日をもってジェルジンスク市内から路面電車は姿を消した。その後、線路や施設は撤去されほとんどの車両も解体されたが、車庫の跡地は2020年現在も再活用されないまま残存している。また、2軸車のKhと除雪車の合計2両については廃止後も残存し、2019年以降保存を目的とした修復作業が行われている。

## 車両

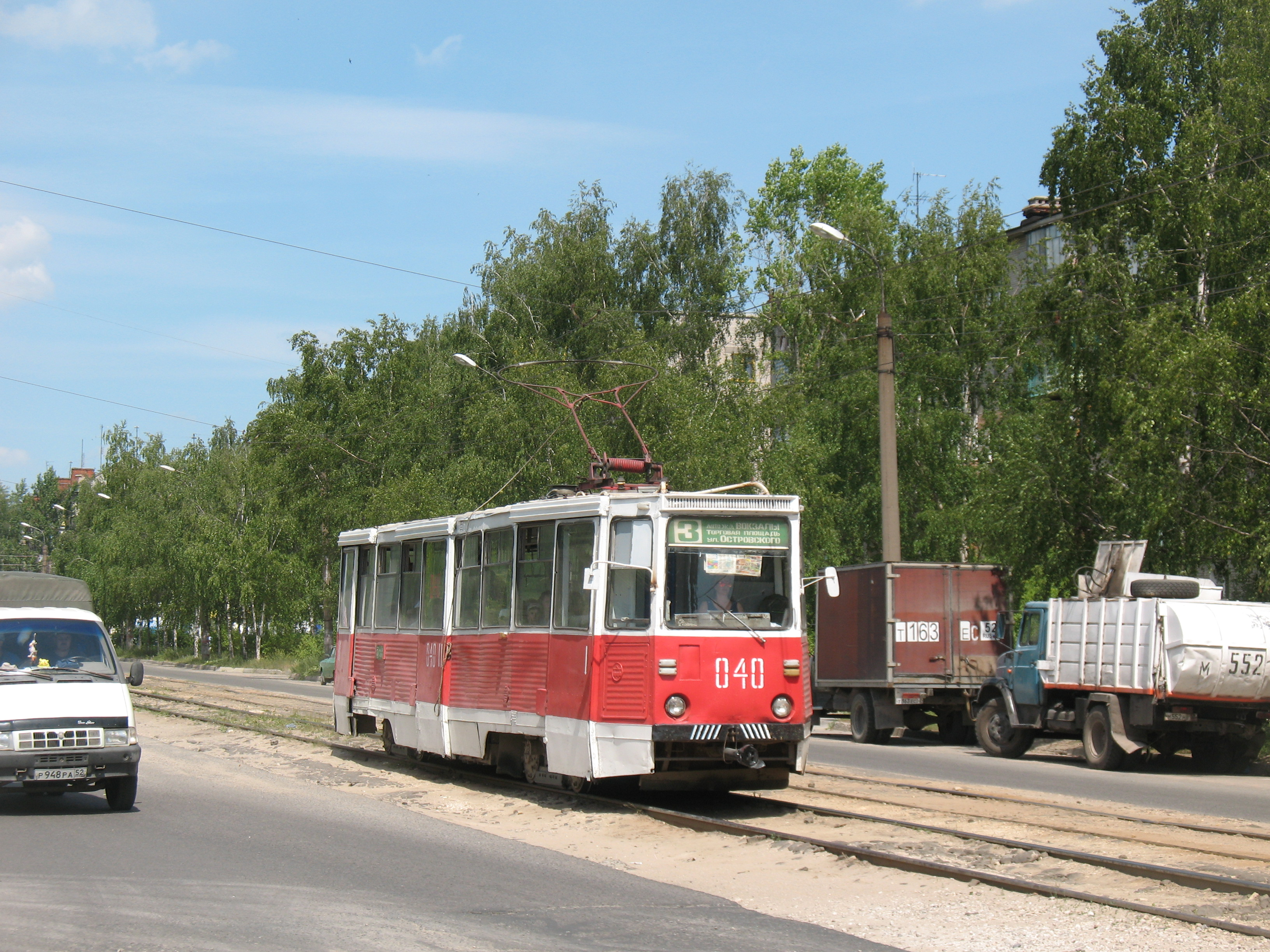
KTM-5 （2007年撮影）
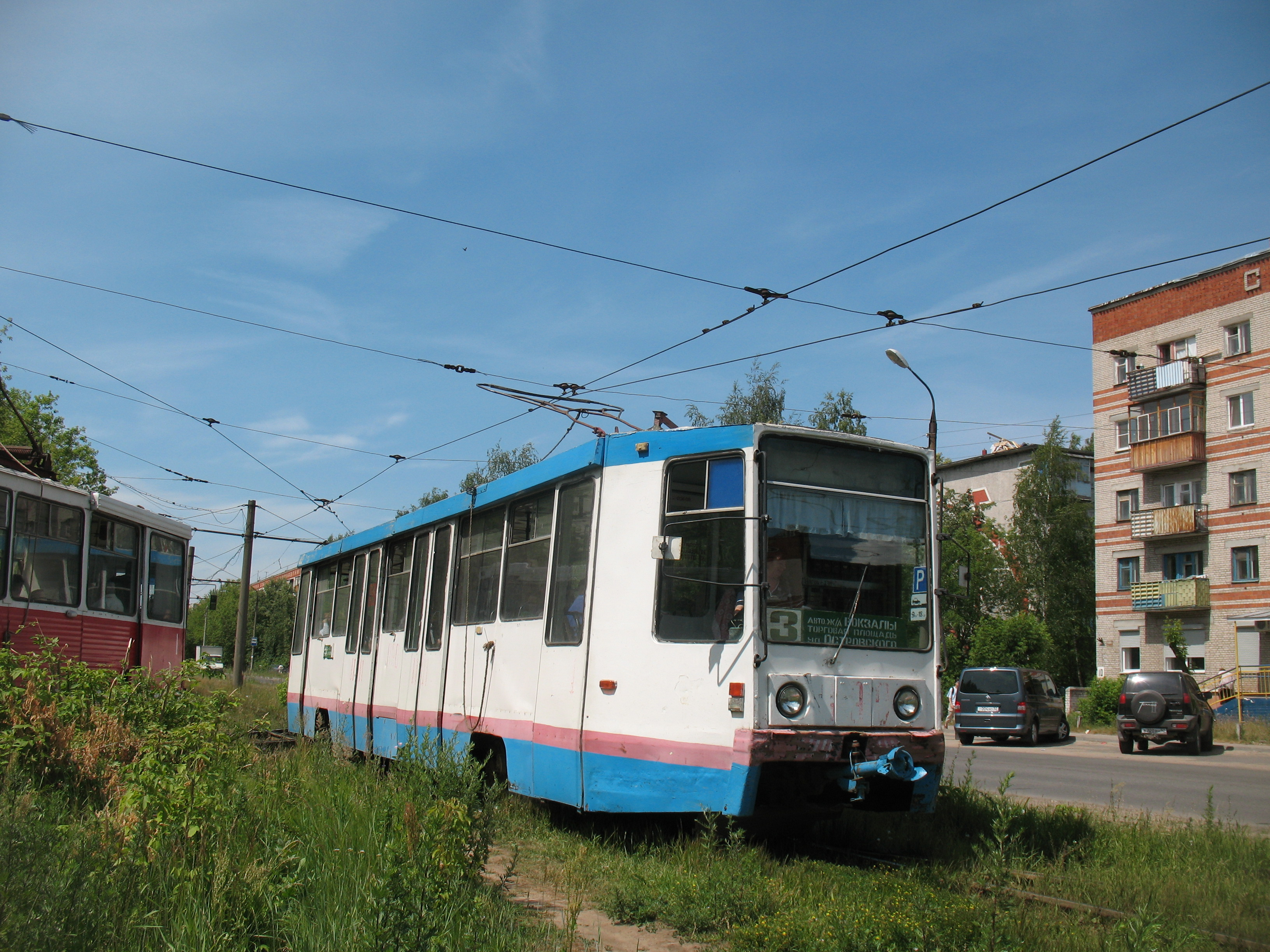
KTM-8 （2007年撮影）
- Kh
末期には動態保存運転が行われていた
（動画、2013年）